# Mercè Claramunt i Diego
Mercè Claramunt i Diego (Puçol, segle XX) és una escriptora valenciana. És llicenciada en Humanitats per la Universitat de València i ha fet un màster en periodisme per la Universitat de València i el diari Levante-EMV.
Fou membre del Consell de Redacció de la revista literària L’Aljamia i del Col·lectiu Alba M. Ha treballat tant al món audiovisual com al de la docència, tasca en la qual ha publicat propostes didàctiques per a llibres de caràcter infantil i juvenil. Conrea sobretot la poesia, però també el relat breu i la literatura infantil.
Ha participat en uns quants llibres col·lectius i en revistes de caràcter literari. Ha estat convidada a alguns festivals de poesia, com ara el Festival Internacional de Poesia de Gènova (2019), el Festival de poesia Lluna de Juny, d’Eivissa (2021) o el Versud, Cicle d’Acció Poètica de Mallorca, a Felanitx (2022). L’any 2018 va ser guardonada amb Premis de la Crítica dels Escriptors Valencians en la modalitat de poesia pel seu poemari ‘Insomne vida sonora’.
En 1920 el seu recull poètic ‘Una nit sense vent’, que obtingué el Premi Maria Beneyto de Poesia dins la 38ª edició dels “Premis Literaris Ciutat de València” que convoca cada any l'Ajuntament de València, que ha estat considerat pel crític Manel Alonso i Català com "un llibre on la protagonista és la poeta, però la coprotagonista és la ciutat, la ciutat per on passeja, on recorda, on estima, una ciutat viscuda".

## Obra publicada
- ‘Insomne vida sonora’ (El Petit Editor, Cullera, 2017)[5]
- ‘Una nit sense vent’ (Edicions Bromera, Alzira, 2021)[6]

## Guardons literaris[calcitació]
- Premi de la Crítica dels Escriptors Valencians en la modalitat de poesia per ‘Insomne vida sonora’.
- Premi Maria Beneyto de poesia en valencià 2020, pel poemari ‘Una nit sense vent’.

## Antologies
- ‘Solcs de paraules, antologia de poetes de l’Horta Nord’ (Agrupació Cultural Vianants, Rafelbunyol, 2000)
- ‘Màtria, noves veus poètiques dels Països Catalans’ (Editorial Germania, Alzira, 2013)[7][8]

## Col·laboracions
- 'Poemes prims, poemes grossos' (amb Mercé Viana i Isabel Robles, Perifèric Edicions, 2022)[9]